# 機動戦士SDガンダム
『機動戦士SDガンダム』（きどうせんしエスディーガンダム）は、1988年から1993年に公開されたSDガンダムのOVAや劇場版アニメ作品群の総称。
ガシャポンやプラモデル（BB戦士）、カードダスやトイ（元祖SDガンダム）といった各媒体で展開され人気を集め、1980年代後半より1990年代前半までにアニメ化された。
セルパッケージメディアについての詳細は後述するがVHSやLDといったアナログメディア版は全て絶版。デジタルメディア版は2007年にDVDが、2021年にBDが発売（デジタルメディア版は全てBOX仕様）。

## 概要
機動戦士SDガンダム
SDガンダム初のアニメ化作品。
機動戦士SDガンダムMK-II
OVAシリーズ第2弾。『機動戦士ガンダム 逆襲のシャア』のキャラクターとMSが、この作品から初のSD化。
機動戦士SDガンダム MK-III
OVAシリーズ第3弾。
機動戦士SDガンダム MK-IV
OVAシリーズ第4弾。
- - SDガンダム猛レース

高松信司の初監督作品。『チキチキマシン猛レース』のパロディだが「あまりにも似すぎている」ため、現在は「欠番」扱いとなっており、後年発売されたDVD・BDボックスにも収録されていない。
- 登場マシン
  - 1番 牛車オープン（ぎゅしゃオープン）（武者、精太、武者バッファロー）
  - 2番 ラクロアクーペ（騎士）
  - 3番 G3号（じいさんごう）（デギン、レビル、運転手付）
  - 4番 ガンタンクタンク（ブライト、新米GM一個小隊）
  - 5番 お子様スペシャル（子供アムロ、子供シャア）
  - 6番 クレイジーアングラー（ズゴック、ゴック）
  - 7番 ギャルズセブン（ガンダムギャルズ（ハマーン、フォウ、ルー、エル、クリス、プル、プルツー））
  - 8番 戦国サロンバス（殺駆三兄弟、雑魚）
  - 9番 ニセホワイトベース（ニセガンダム）
  - 00番 ゼロゼロマシーン（ヤザン、ゲモンゲモン）

- - 夢のマロン社「宇宙の旅」

アッガイがツアーコンダクターを勤める旅行企画に参加したνガンダムたちがトラブルに巻き込まれ、リアル頭身および劇画調のMSが真剣に戦争をしている一年戦争の世界に迷い込むという内容。作中で描写される一年戦争で戦闘しているMSが一部を除いて機動戦士ガンダム0080 ポケットの中の戦争でデザインされたものに置き換えられているのが特徴（茶色のゴッグカラーで塗装されたハイゴッグ等）。本編の他、登場しているMSを解説するための映像も収録。
機動戦士SDガンダム MK-V
OVAシリーズ最終作。
- - ピキリエンタ ポーレス

全3話構成。クレイアニメーションテイストの不定形動物のような不思議な生物、はにわガンダム達が登場する異色作。ある原始時代の惑星でバラバラになったティラノザクのパーツをはにわガンダム達が掘り当てて組み立てたことから騒動が始まる、のだが本編中では台詞も解説も一切語られないまま進む。

パパルの暁－冒険少女アルテシア－ 第103話「スギナムの花嫁」
武者・騎士・コマンド SDガンダム緊急出撃のビデオ化の際に、ビデオ1本分には尺が足りない為に作られた。

## 映画

### 1988年公開
1988年5月25日公開、『機動戦士ガンダム 逆襲のシャア』併映作。松竹配給。OVA第1作の第1・2部先行上映。

### 機動戦士SDガンダムの逆襲
1989年7月15日公開、『機動警察パトレイバー the Movie』併映作。
嵐を呼ぶ学園祭
上流階級の学園に主人公たちの逆襲学園が殴り込みをかけるコメデイ短編。『機動戦士ガンダム0080 ポケットの中の戦争』のキャラクターとMSが、この作品から初のSD化。
SD戦国伝 暴終空城の章（えすでい せんごくでん あばおあくうじょう の しょう）
SD戦国伝初の劇場短編作。暴終空城を手に入れようとする武者頑駄無七人衆と闇軍団との天下分け目の争奪戦。

### SDガンダム緊急出撃
1991年3月16日公開、『機動戦士ガンダムF91』併映作。
『武者・騎士・コマンド SDガンダム緊急出撃』参照。

### 機動戦士SDガンダムまつり
1993年3月13日公開。
『SDコマンド戦記ガンダムフォース SUPER GARMS ファイナルフォーミュラーVSノウムギャザー』『SDガンダム外伝 聖機兵物語』『SD戦国伝 天下泰平編』参照。

## 声の出演
- 池田秀一 - シャア、隠密、アッガイ（IV）
- 古谷徹 - アムロ、武者、νガンダム（IV）、ジム
- 飛田展男 - カミーユ、百鬼丸、精太、アッグガイ（V）
- 矢尾一樹 - ジュドー、駄舞留精太（逆襲、III）
- 鈴置洋孝 - ブライト、百士貴、摩亜屈（III）、リガズィ、SD博士
- 白石冬美 - ミライ
- 森功至 - ガルマ
- 潘恵子 - ララァ
- 井上瑤 - セイラ
- 戸田恵子 - マチルダ
- 古川登志夫 - カイ
- 玄田哲章 - ゲモン（I）
- 島津冴子 - フォウ
- 清川元夢 - テム
- 鵜飼るみ子 - フラウ
- 郷里大輔 - ドズル
- 榊原良子 - ハマーン、玖辺麗、キュベレイ（V）
- 岡部政明 - ウッディ（I）
- 勝生真沙子 - パラス・アテネ、キュベレイ（IV）
- 松岡ミユキ - ファ
- 広瀬正志 - ランバラル（I）
- 本多知恵子 - エルピープル、剃り込みハロ
- 岡本麻弥 - リィナ（I）
- 島田敏 - シロッコ、仁宇（逆襲）、実況中継
- 大塚芳忠 - ヤザン（I）
- 荘真由美 - ハロ、チェーミン
- 門間葉月 - キャラ・スーン（I）
- 永井一郎 - ナレーター（I）、ゼータ王、デギンザビ/ザビ、将頑駄無/将ガンダム、旧ザク、ゾック
- 川村万梨阿 - お姫さま
- 吉田古奈美 - リィナ（II）
- 江原正士 - νガンダム、ガンタンク、ズサ、古殺駆/古ザク、サザビー、ゲルググ、アッグ
- 梁田清之 - メッサーラ、ウッディ（逆襲）、ズゴック、漣飛威、厄斗堂我、ハンブラビ、摩亜屈（V）
- 伊藤美紀 - ミネバ
- 光野栄里 - エマリー、ロザミア、蛮魔蛮魔
- 佐々木望 - ハサウェイ、新殺駆（逆襲、V）
- 辻谷耕史 - バーニィ、百鬼丸（逆襲）、アッガイ（III）、新殺駆（III）
- 林原めぐみ - クリス、ヤクト
- 竹村拓 - ジェリド、摩亜屈（逆襲）、今殺駆（逆襲）
- 山寺宏一 - ランバラル（逆襲）、斉胡
- 島香裕 - アッグガイ（逆襲）、璽悪
- 飯塚昭三 - シャアザク、殺駆頭、町長
- 橋本博 - ドム、怒武、仁宇（III）、ジェガン2、駄舞留精太（V）、ゾゴック
- 子安武人 - アッシマー、今殺駆（III）、大将軍、ジェガン1
- 馬田佳屋子 - キャラ・スーン（III）、破羅守当音
- 鈴木宏之 - 義羅堂我
- 千葉耕市 - ナレーター（逆襲）、語り手
- 滝口順平 - 百式大臣、闇皇帝
- 星野充昭 - 頭護津愚、ヤクトドーガ
- 中村大樹 - ガブスレイ、今殺駆（V）
- 松本保典 - 騎士ガンダム、ガズアル
- 戸谷公次 - グフ、ヤザン（IV）
- 冬馬由美 - α-アジール、子供アムロ
- 南央美 - 子供シャア
- 神代知衣 - にせガンダム
- 遠藤章史 - 新ザク
- 岩坪理江 - ギャル1
- 山田里織 - ギャル2
- 龍田直樹 - ゲモン（IV）、ガズエル
- 夏樹リオ - DJ
- 富田耕生 - ドズル王
- 松井菜桜子 - アルテシア
- 内海賢二 - ジ・オ
- 北村弘一 - 町民A
- 二又一成 - ガッシャ
- 巻島直樹 - ハイゴック

- 天の巻・地の巻キャスト - 山寺宏一、竹村拓、梁田清之
- ピキリエンタポーレスのキャスト - 古谷徹、鈴置洋孝、飛田展男、梁田清之、佐々木望、子安武人、榊原良子、江原正士、中村大樹、星野充昭、橋本博、水原リン、夏樹リオ

## スタッフ
機動戦士SDガンダムMk-〇、嵐を呼ぶ学園祭
- 企画・製作・著作 - サンライズ
- 原作 - 矢立肇、富野由悠季
- 製作協力（I）・製作（II以降） - バンダイ
- キャラクターデザイン・メカニカルデザイン - 佐藤元
- 美術 - 宮前光春（I、II）、東潤一（III、学園祭）
- 音響監督 - 千葉耕市
- 音響効果 - 松田昭彦（フィズサウンドクリエイション）
- 撮影監督 - 奥井敦（I、III、学園祭）、高橋秀子（II）
- 音楽 - 山中紀昌（I）、川井憲次（II、III）、戸塚修（III、学園祭）
- 配給 - 松竹

SD戦国伝
- キャラクター原案 - 横井孝二（レイアップ）
- キャラクターデザイン - 横山彰利（頭虫邸、もののけ退治）、西村誠芳（暴終空城）
- 美術 - 池田繁美（頭虫邸、天地真理、暴終空城）、矢島洋一（もののけ退治）
- 撮影 - 奥井敦（頭虫邸、暴終空城）、松澤浩之（もののけ退治）
- 音楽 - 戸塚修（頭虫邸、もののけ退治、暴終空城）、川井憲次（頭虫邸、天地真理、もののけ退治）
- 音響 - 千葉耕市（頭虫邸、もののけ退治）

夢のマロン社「宇宙の旅」、SDガンダム猛レース、運び屋リ・ガズィの奇跡
- キャラクターデザイン - 大島康弘（マロン社、運び屋）、 横山彰利（猛レース）
- キャラクター協力 - 横井孝二（猛レース）
- リアルデザイン協力 - 出渕裕（マロン社）
- 音響 - 千葉耕市
- 音楽 - 岡田徹（マロン社）、川井憲次（運び屋）
- 美術 - 矢島洋一（マロン社、運び屋）、浜田栄子（猛レース）、村上律子（猛レース）
- 撮影 - 奥井敦（マロン社、猛レース）、松澤浩之（運び屋）

ピキリエンタ ポーレス
- キャラクターデザイン・キーアニメーター - 稲野義信
- カラーコーディネーター - 西香代子
- 音響 - 千葉耕市
- 音楽 - 岡田徹

パパルの暁
- キャラクターデザイン - 平岡正幸
- 美術監督 - 田原優子
- 撮影監督 - 奥井敦
- 音響監督 - 千葉耕市
- 音楽 - 岡田徹、川井憲次、戸塚修

## 主題歌
『機動戦士SDガンダム MK-II』エンディングテーマ「Planet Zone」
作詩 - 渡辺なつみ / 作曲・編曲 - 川井憲次 / 歌 - 結城梨沙
レコード、CD、カセットテープ版で発売された。
『機動戦士SDガンダム MK-III』エンディングテーマ「Tokyo Boogie Night」
作詞 - 渡辺なつみ / 作曲 - 原一博 / 編曲 - 岡田徹 / 歌 - 本多知恵子、林原めぐみ
『機動戦士SDガンダム MK-IV』主題歌「十六夜のプンダリーカ」
作詞 - 渡辺なつみ / 作曲・編曲 - 岡田徹 / 歌 - 水谷優子
『機動戦士SDガンダム MK-V』主題歌「夏のうねり」
作詞 - 安藤芳彦 / 作曲 - 瀬井広明 / 編曲 - 戸塚修 / 歌 - 清水咲斗子
『運び屋リ・ガズィの奇跡』挿入歌
「曖昧 Me Your Steady GIRL…?!」
作詞 - 渡辺なつみ / 作曲 - 瀬井広明 / 編曲 - 戸塚修 / 歌 - 本多知恵子、川村万梨阿
「涙のSingle Rain」
作詞 - 渡辺なつみ / 作曲 - 工藤崇 / 編曲 - 戸塚修 / 歌 - 本多知恵子、川村万梨阿
「SDガンダムパラダイス」
作詞 - 渡辺なつみ（歌詞原案 - 松永岳也） / 作曲・編曲 - 山中紀昌 / 歌 - 立木文彦、西村智博
「さよならの刹那」
作詞 - 渡辺なつみ / 作曲 - 中村裕介 / 編曲 - 藤野浩一 / 歌 - 川村万梨阿
「LOVE TACT」
作詞 - 大本慶子 / 作曲 - 原一博 / 編曲 - 藤野浩一 / 歌 - 松井菜桜子
「Hold You」
作詞・作曲 - 辛島美登里 / 編曲 - 矢萩秀明 / 歌 - 林原めぐみ
「I Wanna Hold You」
作詞 - 木本慶子 / 作曲 - 竹沢好貴 / 編曲 - 戸塚修 / 歌 - 矢尾一樹
『嵐を呼ぶ学園祭』挿入歌
「曖昧 Me Your Steady GIRL…?!」
「涙のSingle Rain」
「I Wanna Hold You」
『嵐を呼ぶ学園祭』エンディングテーマ「ぺ・ぺ・ぺのぺ」
作詞・作曲 - 西村智博 / 編曲 - 玉麻尚一 / 歌 - 西村智博、立木文彦
『SD戦国伝 暴終空城の章』挿入歌「幻のバルバドレ」
作詞 - 安藤芳彦 / 作曲 - 瀬井広明 / 編曲 - 戸塚修 / 歌 - 清水咲斗子
『SD戦国伝 暴終空城の章』エンディングテーマ「アディオス・DE・ガンダム」
作詞 - 安藤芳彦 / 作曲 - 竹沢好貴 / 編曲 - 戸塚修 / 歌 - 清水咲斗子
『パパルの暁』テーマソング「異国に吹かれて」
作詞 - 渡辺なつみ / 作曲・編曲 - 岡田徹 / 歌 - 神代知衣

## 各話リスト
タイトル表記は、MK-〇、MARK-〇、どちらも使われている。
| ビデオタイトル                                                   | サブタイトル                                                         | 監督           | 脚本           | （絵コンテ） 演出     | 作画監督        | 発売日             |
| ---------------------------------------------------------------- | -------------------------------------------------------------------- | -------------- | -------------- | --------------------- | --------------- | ------------------ |
| 機動戦士SDガンダム                                               | 第1部・激闘編 ガンダム大地に立てるか！？                             | -              | 星山博之       | 関田修                | 渡辺浩 松下浩美 | 1988年 5月25日     |
| 機動戦士SDガンダム                                               | 第2部・休日編 ジオン・ホテルの脅威？ガンダム・ペンション破壊命令！！ | -              | 星山博之       | 関田修                | 渡辺浩 松下浩美 | 1988年 5月25日     |
| 機動戦士SDガンダム                                               | 第3部・決戦編 SDオリンピック！！スタジアム・笑いに染めて             | -              | 星山博之       | 関田修                | 渡辺浩 松下浩美 | 1988年 5月25日     |
| 機動戦士SDガンダム MK-II                                         | 転がるコロニー事件                                                   | アミノテツロー | アミノテツロー | -                     | 佐藤元          | 1989年 6月25日     |
| 機動戦士SDガンダム MK-II                                         | 元祖・ガンダム迷場面集                                               | アミノテツロー | アミノテツロー | -                     | 佐藤元          | 1989年 6月25日     |
| 機動戦士SDガンダム MK-II                                         | 巖蛇武伝説                                                           | アミノテツロー | アミノテツロー | -                     | 佐藤元          | 1989年 6月25日     |
| 機動戦士SDガンダム MK-III                                        | 宇宙の神秘・大作戦                                                   | アミノテツロー | アミノテツロー | 中山昇                | 佐藤元          | 1990年 3月25日     |
| 機動戦士SDガンダム MK-III                                        | SD戦国伝 頭虫邸の忍者合戦                                            | アミノテツロー | アミノテツロー | （高松信司） 高松信司 | 横山彰利        | 1990年 3月25日     |
| 機動戦士SDガンダム MK-III                                        | SD戦国伝 天の巻                                                      | 高松信司       | -              | -                     | 小林利充        | 1990年 3月25日     |
| 機動戦士SDガンダム MK-III                                        | SD戦国伝 地の巻                                                      | 高松信司       | -              | -                     | 小林利充        | 1990年 3月25日     |
| 機動戦士SDガンダム MK-III                                        | SD戦国伝 真の巻                                                      | 高松信司       | -              | -                     | 山田浩之        | 1990年 3月25日     |
| 機動戦士SDガンダム MK-III                                        | SD戦国伝 理の巻                                                      | 高松信司       | -              | -                     | 添田和弘        | 1990年 3月25日     |
| 機動戦士SDガンダム MK-IV                                         | 夢のマロン社「宇宙の旅」                                             | アミノテツロー | アミノテツロー | 高松信司              | 大島康弘        | 9月25日            |
| 機動戦士SDガンダム MK-IV                                         | SDガンダム猛レース〈※〉                                              | 高松信司       | 高松信司       | -                     | 横山彰利        | 9月25日            |
| 機動戦士SDガンダム MK-IV                                         | APPENDIX Part One: The One-Year War Mobile Suit Catalog              | -              | -              | -                     | -               | 9月25日            |
| 機動戦士SDガンダム MK-V                                          | 運び屋リ・ガズィの奇跡                                               | アミノテツロー | アミノテツロー | 高松信司              | 大島康弘        | 10月25日           |
| 機動戦士SDガンダム MK-V                                          | SD戦国伝 頑駄無五人衆のもののけ退治                                  | 高松信司       | 高松信司       | -                     | 横山彰利        | 10月25日           |
| 機動戦士SDガンダム MK-V                                          | SDガンダム創世記 ピキリエンタ ポーレス                               | アミノテツロー | 高松信司       | -                     | 稲野義信        | 10月25日           |
| 得スペシャル 機動戦士SDガンダム 3に収録                          | SDガンダム SD百科（その一）                                          | 高松信司       | -              | -                     | 飯野泰造        | 1989年 11月25日    |
| 得スペシャル 機動戦士SDガンダム 4に収録                          | SDガンダム SD百科（その二）                                          | 高松信司       | -              | -                     | 飯野泰造        | 1989年 11月25日    |
| 機動戦士SDガンダム劇場版 武者・騎士・コマンド SDガンダム緊急出撃 | 武者・騎士・コマンド SDガンダム緊急出撃                              | （下記参照）   | （下記参照）   | （下記参照）          | （下記参照）    | 1991年 8月22日発売 |
| 機動戦士SDガンダム劇場版 武者・騎士・コマンド SDガンダム緊急出撃 | パパルの暁－冒険少女アルテシア－ 第103話「スギナムの花嫁」           | 江上潔         | 江上潔         | 江上潔                | 平岡正幸        | 1991年 8月22日発売 |
| 機動戦士SDガンダム劇場版 武者・騎士・コマンド SDガンダム緊急出撃 | 元祖SDガンダム ダルタニアン岡崎のG-ARMS講座                          | -              | -              | -                     | -               | 1991年 8月22日発売 |

| 興行タイトル                                                        | サブタイトル                                                                        | 監督           | 脚本           | 演出         | 作画監督          | 公開日         |
| ------------------------------------------------------------------- | ----------------------------------------------------------------------------------- | -------------- | -------------- | ------------ | ----------------- | -------------- |
| 機動戦士SDガンダム 同時上映『機動戦士ガンダム 逆襲のシャア』        | 第1部・激闘編 ガンダム大地に立てるか！？                                            | （上記参照）   | （上記参照）   | （上記参照） | （上記参照）      | 1988年 5月25日 |
| 機動戦士SDガンダム 同時上映『機動戦士ガンダム 逆襲のシャア』        | 第2部・休日編 ジオン・ホテルの脅威？ガンダム・ペンション破壊命令！！                | （上記参照）   | （上記参照）   | （上記参照） | （上記参照）      | 1988年 5月25日 |
| 機動戦士SDガンダムの逆襲 同時上映『機動警察パトレイバー the Movie』 | 嵐を呼ぶ学園祭                                                                      | アミノテツロー | アミノテツロー | 棚沢隆       | 佐藤元            | 1989年 7月15日 |
| 機動戦士SDガンダムの逆襲 同時上映『機動警察パトレイバー the Movie』 | SD戦国伝 暴終空城の章                                                               | アミノテツロー | アミノテツロー | 高松信司     | 西村誠芳          | 1989年 7月15日 |
| 機動戦士SDガンダム 劇場版 同時上映『機動戦士ガンダムF91』           | 武者・騎士・コマンド SDガンダム緊急出撃                                             | 神田武幸       | 神田武幸       | 山口美浩     | 近永健一          | 1991年 3月16日 |
| 機動戦士SDガンダムまつり                                            | SDコマンド戦記ガンダムフォース SUPER GARMS ファイナルフォーミュラーVSノウムギャザー | アミノテツロー | アミノテツロー | -            | 杉浦幸次          | 1993年 3月13日 |
| 機動戦士SDガンダムまつり                                            | SD戦国伝 天下泰平編                                                                 | 今西隆志       | 大熊朝秀       | -            | 村瀬修功          | 1993年 3月13日 |
| 機動戦士SDガンダムまつり                                            | SDガンダム外伝 聖機兵物語 第1章・第2章                                              | アミノテツロー | アミノテツロー | 土器手司     | 広田正志 伊藤岳史 | 1993年 3月13日 |

## 廉価版ビデオ
上記のOVA（MARK-I - Vならびに外伝I - IV）および劇場版のビデオソフトは、当初はレンタル専用での展開だった。よってその後にOVA MARK-I - Vならびに「SDガンダム外伝」(I - IV)、劇場版『SDガンダムの逆襲』らの作品群を並べ替えて収録した廉価版ビデオ『〇得スペシャル 機動戦士SDガンダム』シリーズが1989 - 1991年にかけて全10巻にてリリースされている。
- 機動戦士SDガンダム (1) SDガンダム宇宙を駆ける
  - ガンダム大地に立てるか！？
  - 転がるコロニー事件
  - 元祖・ガンダム迷場面集
  - SD戦国伝・天の巻
- 機動戦士SDガンダム (2) 爆笑戦士物語
  - 巌蛇武(ガンダム)伝説
  - SD戦国伝・地の巻
  - ジオン・ホテルの脅威？ガンダム・ペンション破壊命令！！
- 得スペシャル 機動戦士SDガンダム (3) 武者ガンダム参上！
  - SD戦国伝 暴終空城の章
  - SD戦国伝 真の巻
  - 宇宙の神秘大作戦
  - SDガンダム百科
    - SDガンダムに関して何でも知っているSD博士（顔 - 横井孝二 声 - 鈴置洋孝）と愛犬ポチが視聴者からのお便りに答えるコーナー。
- 得スペシャル 機動戦士SDガンダム (4) SD学園大パニック！
  - 嵐を呼ぶ学園祭
  - SD戦国伝 理の巻
  - SD戦国伝 頭虫邸の忍者合戦
  - SDガンダム百科
- 得スペシャル 機動戦士SDガンダム (5) SDガンダム外伝 ラクロアの勇者
- 得スペシャル 機動戦士SDガンダム (6) SDガンダム外伝II 伝説の巨人
- 得スペシャル 機動戦士SDガンダム (7) 2本立！SDガンダム総進撃
  - SDガンダム猛レース
  - 夢のマロン社 〜宇宙の旅〜
- 得スペシャル 機動戦士SDガンダム (8) SD戦国伝 出現！闇皇帝
  - 頑駄無五人衆のもののけ退治
  - 運び屋リ・ガズィの奇跡
  - SDガンダム ピキリエンタ・ポーレス
- 得スペシャル 機動戦士SDガンダム (9) SDガンダム外伝III アルガス騎士団
- 得スペシャル 機動戦士SDガンダム (10) SDガンダム外伝IV 光の騎士

また、劇場版『機動戦士SDガンダムまつり』についても、レンタル専用ソフトは1巻構成だったが、後に収録作品ごとに全4巻に分けた廉価版ビデオがリリースされている。
（なお『武者・騎士・コマンド SDガンダム緊急出撃』はレンタル専用のみで、廉価版ビデオはリリースされていない。）
- 機動戦士SDガンダム SDガンダム外伝 聖機兵物語 第1章
- 機動戦士SDガンダム SDガンダム外伝 聖機兵物語 第2章
- 機動戦士SDガンダム SDコマンド戦記 ガンダムフォース スーパーGアームズ ファイナルフォーミュラーVSノウムギャザー +1
- 機動戦士SDガンダム SD戦国伝 天下泰平編 プラス1

## DVD・BD-BOX

### DVD-BOX
2007年11月発売。上記のOVAおよびSDガンダム外伝、劇場版を概ね（※）収録。収録作品はすべてHDリマスターが施されている。初回限定生産。オリジナルカラーのBB戦士バーサルナイトガンダムが付属した。
（※） 前述したとおり機動戦士SDガンダム Mk-IV『SDガンダム猛レース』は欠番のため未収録
- Disc-1：機動戦士SDガンダム 上巻
  - 機動戦士SDガンダム Mk-I
  - 機動戦士SDガンダム Mk-II
  - 機動戦士SDガンダムの逆襲
- Disc-2：機動戦士SDガンダム 下巻
  - 機動戦士SDガンダム Mk-III
  - 機動戦士SDガンダム Mk-IV
  - 機動戦士SDガンダム Mk-V
- Disc-3：機動戦士SDガンダム SDガンダム外伝
  - ラクロアの勇者
  - 伝説の巨人
  - アルガス騎士団
  - 光の騎士
- Disc-4：機動戦士SDガンダムまつりプラス
  - 機動戦士SDガンダム劇場版 武者・騎士・コマンド SDガンダム緊急出撃
  - 機動戦士SDガンダム パパルの暁 第103話スギナムの花嫁
  - 機動戦士SDガンダムまつり
- 映像特典
  - 　SDガンダム.H　過去・現在、そして未来
    - SDガンダムの歴史を解説した特別映像。ナレーションは天野由梨。

  - 　SDガンダム百科 その一、その二
  - 　「機動戦士SDガンダムまつり」劇場予告編

### BD-BOX
2021年11月12日にリリース（バンダイナムコグループ系の直営ECサイト限定販売）。DVD-BOX収録作品に加え『SDガンダムフォース』と『SDガンダム三国伝 BraveBattleWarriors』全話+特典映像を収録して1ボックスに同梱。『SDガンダム』と『SDガンダムフォース』は初のBD化となる。（『BraveBattleWarriors』は単独でBD-BOXが出たことがある）

## CD・カセットテープ
カセットテープ
- アニメージュカセットコレクション 機動戦士SDガンダム

1989年9月1日発売。ISBN 4-943966-32-2。
1. 第一話「SDガンダム大地に立つ」
2. 第二話「極東Ζ裁判」
3. 第三話「チェルノブイリン」
4. 第四話「ミステリーゾーンへの招待」
5. 第五話「秘密のシークレット」

スタッフ（ACC）
- - 構成・脚本 - アミノテツロー
  - 演出 - 千葉耕市
  - 効果 - 佐々木純一
  - 調整 - 大塚晴寿
  - 音響製作 - クルーズ（千田啓子）
  - 制作 - サンライズ（井口貴史）
  - 製作　- ムービック（松下一美、岡崎信義）

キャスト（ACC）
- - シャア・アズナブル - 池田秀一
  - アムロ・レイ - 古谷徹
  - カミーユ・ビダン - 飛田展男
  - ジュドー・アーシタ - 矢尾一樹
  - 女性 - 光野栄里

CD
- 機動戦士SDガンダム TOKYO SHUFFLE

1989年8月5日発売。品番 292A-7011。
1. 夏のうねり
2. 涙のSingle Rain
3. ぺ・ぺ・ぺのぺ
4. I wanna hold you
5. 曖昧 Me Your Steady Girl…?!
6. 幻のバルバドレ
7. アディオス・DE・ガンダム

- 機動戦士SDガンダム 私をコロニーに連れてって

1989年6月5日発売。品番 292A-7004。
1. Planet Zone
2. Hold You
3. SDガンダム・パラダイス
4. Scarling Night ～革命兵士の詩～

- 機動戦士SDガンダム タイホしちゃうわ♥

1990年1月15日発売。品番 292A-7019。
1. Tokyo Boogie Night
2. さよならの刹那
3. LOVE TACT
4. 今夜はHEART BREAKER

- 機動戦士SDガンダム こちらマッケンジー探偵社

1991年5月16日発売。品番 KICA-49。
1. 十六夜のプンダリーカ
2. Sugar Lover Affair
3. ぺ・ぺ・ぺのぺ
4. 異国に吹かれて
5. What do you want?II
6. アディオス・DE・ガンダム
7. 夏のうねり

- 機動戦士SDガンダム 音搦大歌合

1993年3月24日発売。品番 KICA-147。
1. ロックオペラ「ペナルティキックオールディーズ組曲」
2. Planet Zone
3. ぺ・ぺ・ぺのぺ
4. 幻のバルバドレ
5. アディオス・DE・ガンダム
6. Tokyo Boogie Night
7. Sugar Lover Affair
8. 異国に吹かれて

## テレビ放送
ガンバレ!SDガンダム大行進
1993年2月9日から3月30日まで、テレビ東京でOVAを地上波放送。全8話。SDガンダムなんでも情報コーナー出演は横山智佐。
| テレビ東京系 火曜18:30枠     | テレビ東京系 火曜18:30枠  | テレビ東京系 火曜18:30枠 |
| 前番組                       | 番組名                    | 次番組                   |
| ---------------------------- | ------------------------- | ------------------------ |
| 宇宙の騎士テッカマンブレード | ガンバレ!SDガンダム大行進 | 疾風!アイアンリーガー    |

## Web配信
- 2020年3月12日に（劇場公開日にちなんで）『ガンチャンSDガンダムの日』としてYouTubeガンダムチャンネルで期間限定無料配信された。配信エピソードは『SD戦国伝 暴終空城の章』『SD戦国伝 天の巻』『SD戦国伝 真の巻』『夢のマロン社「宇宙の旅」』『SDガンダム外伝 ラクロアの勇者』『SDコマンド戦記ガンダムフォース SUPER GARMS』『SD百科 1』『SD百科 2』。エピソードの選択は横井孝二画伯によるもの[4]。
- 2021年7月24日にはBD発売記念として『ガンチャン SDガンダムまつり』と題して配信。配信エピソードはMK-I 第1部・激闘編、SD戦国伝 暴終空城の章、SDガンダム外伝 ラクロアの勇者、SDガンダムフォース第51話、SDガンダム三国伝第50話。
- 2021年10月よりYouTubeガンダムチャンネルで『SDガンダムセレクション』と題して無料配信。

| 話数 | 配信日          | タイトル                                                          |
| ---- | --------------- | ----------------------------------------------------------------- |
| #1   | 2021年 10月28日 | 機動戦士SDガンダム（第1部・激闘編、第2部・休日編、第3部・決戦編） |
| #2   | 11月4日         | 機動戦士SDガンダムの逆襲（嵐を呼ぶ学園祭、暴終空城の章）          |
| #3   | 11月11日        | 機動戦士SDガンダムMK-IV（夢のマロン社「宇宙の旅」）               |
| #4   | 11月18日        | SDガンダム外伝 ラクロアの勇者                                     |
| #5   | 11月25日        | 武者・騎士・コマンド SDガンダム緊急出撃                           |

## 他アニメ作品
Doozy Bots
1989年にSDガンダムをアメリカへ売り込むために制作された約4分のプロモーションアニメ。
当初は1991年秋にアメリカでテレビシリーズを放送する計画だったが、結果的にシリーズは制作中止となり放送は行われなかった。
機動戦士ガンダム モビルスーツ大図鑑
1990年10月25日VHS発売。SDキャラのガンダムとザクがモビルスーツを紹介するアニメ。
声の出演
- - ガンダム - 松本保典
  - ザク - 梁田清之

スタッフ
- - 監督 - 高松信司
  - 作画 - たくらんけ
  - 音響制作 - 千田啓子

SDガンダム外伝
- 『SDガンダム外伝 ラクロアの勇者』
- 『SDガンダム外伝II 伝説の巨人』
- 『SDガンダム外伝III アルガス騎士団』
- 『SDガンダム外伝IV 光の騎士』

SD頑駄無 武者○伝
- PV『SD頑駄無 武者パ楽』
- PV『SDガンダム 武者パ楽〜新生武者誕生〜』

SDガンダムフォース
- テレビアニメ『SDガンダムフォース』
- アトラクション映画『SDガンダムフォース 破壊大将軍あらわる！！ザコ？』

GUNDAM EVOLVE
- OVA『EVOLVE../14 武者頑駄無』

SDガンダム三国伝
- 映画『超電影版 SDガンダム三国伝 Brave Battle Warriors』
- テレビアニメ『SDガンダム三国伝 Brave Battle Warriors』

SDガンダムワールド
- Web&テレビアニメ『SDガンダムワールド 三国創傑伝』
- コミックムービー『SDガンダムワールド 三国創傑伝 蒼翔記』
- テレビアニメ『SDガンダムワールド ヒーローズ』

ガンダムビルドシリーズ
- テレビアニメ『ガンダムビルドファイターズ』
- テレビアニメ『ガンダムビルドファイターズトライ』
- テレビアニメ『ガンダムビルドダイバーズ』
- Webアニメ『ガンダムビルドダイバーズRe:RISE』
- Webアニメ『ガンダムビルドメタバース』

ガンプラくん
- PV『ガンプラくん』
- テレビ特別編『ガンプラくん、ガンダムベース攻略戦』